# GIVER 復讐の贈与者
『GIVER 復讐の贈与者』（ギバー ふくしゅうのぞうよしゃ）は、日野草による日本の小説のシリーズ。2014年から2017年まで、シリーズ全3巻がKADOKAWAから刊行された。復讐代行業者・義波（ぎば）を描く復讐劇ミステリ。「GIVER」シリーズとも呼ばれる。
2018年、テレビドラマ化された。

## 登場人物

### 援助者（サポーター）
義波（ぎば）
復讐代行組織『援助者（サポーター）』のメンバーで、『贈与者（ギバー）』の役割を担っている、人間の心が欠落した青年。現場に出向き、ターゲットと直接接触し、殺害や復讐を実行する。本名は尾崎冬矢（おざき とうや）であり、義波という名前はギバーの当て字であることが本人の口から語られている。両親が殺し屋という環境で育ったため、相手を気絶させるといったテクニックを親から習得している。春香という名前の姉がいたが、殺された両親の仇をとることに失敗し、姉もこの世を去っている。義波が仇討ちを成功させ、初めての殺しなのに躊躇しなかったため、『奪う人（テイカー）』に、『援助者』に加わることを提案され、その中心メンバーとなる。
奪う人（テイカー）
『援助者』を設立した、車椅子の少女。組織の中で『奪う人（テイカー）』の役割を担う。依頼人からの依頼を引き受けるかを吟味し、実行に移すかどうかを考えている。
町田
『援助者』のメンバー。テイカー曰く「何でも仕事をこなせる」タイプの人間である。義波が加入する前は現場に赴き、手を下すことが多かった。義波と共に現場に出ることが多い。現在はターゲットの事前調査を主な仕事とする『調整係（マッチャー）』役割を担う。物語におけるテイカーの唯一の肉親であることが語られている。
立案者（プランナー）
『援助者』における計画考案者。中学生である。『援助者』加入前は普通に学校生活を送っていたが、担任とある計画を遂行していた。その裏で、『スクール・セイバー』と名乗り学校裏サイトに書き込まれる願いを叶えるべく、動いていたが、それがきっかけで同級生が3人自殺してしまう。ある日突然目の前に現れた義波に『スクール・セイバー』として人の願いを叶えていく才能を見込まれスカウトされ、『援助者』のメンバーとなる。
安田（あんだ）
『援助者』に所属する中年の女性。元々は『援助者』設立前からテイカーの側にいた家政婦であった。現場に出ることが少ないことを『代役（アンダー）』と自嘲しており、安田の名もその当て字である。
小野田 和樹（おのだ かずき）
朝美と2人である男を殺害し、スーツケースに詰めて運んでいたが、その男は『援助者』のターゲットであった。先にターゲットが殺されたことで、義波に依頼者にどうしても死体の写真を見せなければならないうえ、目撃者は殺さなければならないと言い放たれ、朝美共々殺害されそうになるが、義波の提示した「死にたくないならば仲間になる」選択肢を選んだため、『援助者』に加入する。
野上 朝美（のがみ あさみ）
和樹とある男を殺害し、スーツケースで運んでいたところを義波と安田に見つかってしまう。『援助者』加入後は立案者の計画に沿ってターゲットを騙すために近しい女性を演じることが多い。

### 悪事銀行
志尾（しお）
悪事を通貨に悪事の連鎖を広げる『悪事銀行』のCEOを務めている老人。志尾の名はCEOの当て字であり、義波が『贈与者（ギバー）』の当て字を名乗っているのを真似ている。義波を悪事銀行に取り込もうと画策し、また「悪いこと」を行うのを好んでおり、チャンスがあれば騒ぎを起こす。いつも伊庭果菜子と一緒にいる。
伊庭 果菜子（いにわ かなこ）
志尾の側にいる女性。柔らかな物腰で、甘い声の持ち主。志尾によって外見、中身、口調、声色など全てを作り上げられた女性であり、全てにおいて義波の姉である尾崎春香に似せられている。義波のことを本名で呼ぶ。

## シリーズ一覧
1作目と2作目は、文庫化の際に「復讐の贈与者」という副題が付けられた。3作目のみ、単行本を経ずに文庫化されている。カバーイラストは、単行本・文庫本共に非が担当している。
2作目に収録されている「グラスタンク」は、第69回日本推理作家協会賞短編部門にノミネートされた。
| 巻数 | 書籍名             | 発売日         | レーベル | ISBN                   | 収録作品（初出） | 備考               |
| ---- | ------------------ | -------------- | -------- | ---------------------- | --- | ------------------ |
| 1    | GIVER              | 2014年8月29日  | 角川書店 | ISBN 978-4-04-102143-9 | - ショット（『小説 野性時代』2013年10月号） - ピース・メーカー（『小説 野性時代』2014年8月号） - コールド・ケース（書き下ろし） - トマス（書き下ろし） - ロスト・ボーイ（書き下ろし） - ギバー（書き下ろし）                                                                     |                    |
| 1    | GIVER 復讐の贈与者 | 2016年8月25日  | 角川文庫 | ISBN 978-4-04-104631-9 | - ショット（『小説 野性時代』2013年10月号） - ピース・メーカー（『小説 野性時代』2014年8月号） - コールド・ケース（書き下ろし） - トマス（書き下ろし） - ロスト・ボーイ（書き下ろし） - ギバー（書き下ろし）                                                                     | 巻末解説：村上貴史 |
| 2    | BABEL              | 2015年7月1日   | 角川書店 | ISBN 978-4-04-103025-7 | - バベル（書き下ろし） - ナイト・ジャーニー（『文芸カドカワ』2015年1月号） - グラスタンク（『小説 野性時代』2015年3月号） - スプリング・ブレイク（『文芸カドカワ』2015年5月号） - バビロン（書き下ろし） - 象の鎖（『小説 野性時代』2015年10月号） ※「象の鎖」は文庫本のみ収録。 |                    |
| 2    | BABEL 復讐の贈与者 | 2017年7月25日  | 角川文庫 | ISBN 978-4-04-105843-5 | - バベル（書き下ろし） - ナイト・ジャーニー（『文芸カドカワ』2015年1月号） - グラスタンク（『小説 野性時代』2015年3月号） - スプリング・ブレイク（『文芸カドカワ』2015年5月号） - バビロン（書き下ろし） - 象の鎖（『小説 野性時代』2015年10月号） ※「象の鎖」は文庫本のみ収録。 |                    |
| 3    | TAKER 復讐の贈与者 | 2017年11月25日 | 角川文庫 | ISBN 978-4-04-105865-7 | - キャッチャー・イン・ザ・ライ（書き下ろし） - アフター・ライフ（書き下ろし） - フォーティー・フォー（書き下ろし） - サクリファイス（書き下ろし） - リベンジャー（書き下ろし） - テイカー（書き下ろし）                                                                          |                    |

## テレビドラマ
『GIVER 復讐の贈与者』のタイトルで、テレビ東京制作・テレビ東京系列「ドラマ24」枠にて2018年7月14日から9月29日まで放送された。主演は吉沢亮。立案者が登場しないほか、義波の過去がドラマ版オリジナルになっている。

### キャスト

#### 主要人物
義波
演 - 吉沢亮（幼少期：田崎伶弥）
復讐代行業者として働く、生まれつき人間的な感情が欠落した青年。依頼された復讐を淡々とこなしている。
テイカー
演 - 森川葵
復讐代行組織「サポーター」を結成した謎の美少女。無線などの通信手段を用いて義波に命令を出す。
町田
演 - 水橋研二
復讐代行組織「サポーター」の一員。
安田
演 - ぼくもとさきこ
復讐代行組織「サポーター」の一員。
小野田和樹
演 - 渡部秀
殺人を犯した男女の片割れ。のちに「サポーター」の一員。
野上朝美
演 - 小野ゆり子
殺人を犯した男女の片割れ。のちに「サポーター」の一員。
志尾
演 - 田山涼成
車椅子の老人。「サポーター」の敵対組織「バンク」の首領。
伊庭果菜子
演 - 夏菜
志尾の部下。

#### ゲスト

##### 第1話
伏見廉也
演 - 吉村界人
高層ビルの展望室で突如ショットガンを連射し、客を人質に爆弾を仕掛けた。同級生の岡本に復讐を仕掛けるために現れた。
松永
演 - 高橋努
高層ビルで着ぐるみのバイトをしている。

##### 第2話
青山和典
演 - 板尾創路
青山佑香
演 - 駒井蓮
和典の娘。腹違いの兄を殺した犯人への復讐を義波に依頼した。
青山夕也
演 - 篠田諒

##### 第3話
河田敬二
演 - 仁科貴
朝美を脅していた男。サポーターのターゲットであったが、和樹と朝美に先に殺されてしまう。
涼子
演 - 吉沢亮 / 辻凪子 （声の出演）
和樹と朝美を騙すために義波が女装した姿。

##### 第4話
結衣子
演 - 川島海荷
美咲
演 - 冨手麻妙
菅野希
演 - 春花
結衣子と美咲の同級生。2年前に遺体で発見された。

##### 第5話
北尾英司
演 - 野間口徹
詐欺グループのリーダー。
北尾麻紀
演 - 今藤洋子
英司の妻。
鈴原多恵
演 - 小貫加恵

##### 第6話
三島真緒
演 - 桜井ユキ
超高級タワーマンションの住人。
長谷田時子
演 - 霧島れいか
超高級タワーマンションの中心人物。
ツバサ
演 - 青柳尊哉
ホスト。
ちーちゃん
演 - 階戸瑠李
ツバサの彼女。

##### 第7話
渡瀬翔子
演 - 夏菜
カフェの従業員。正体は伊庭果菜子。
吉野たまき
演 - 黒沢あすか
カフェの店長。
飯野里美
演 - 菅野莉央
カフェの従業員。

##### 第8話
松永
演 - 高橋努
第1話に続き登場。
アリサ
演 - 小倉優香
事件現場に居合わせた女性。
タキト
演 - 住川龍珠
事件現場に居合わせた少年。
伏見廉也
演 - 吉村界人
第1話に続き登場。

##### 第9話
山崎邦夫
演 - 丸山智己
山崎由里
演 - 篠原ゆき子
山崎瑛輔
演 - 鳥越壮真
邦夫と由里の息子。
江野みちる
演 - 芋生悠
17年前、少年時代の邦夫が殺害した少女。

##### 第10話
川原秀斗
演 - 一ノ瀬ワタル（ - 最終話）
美里の幼馴染。美里が事故死した後、なおもネット上で中傷されていることから復讐を依頼する。
星美里
演 - 一ノ瀬みか（ - 最終話）
「血の池ぴち」という芸名で地下アイドルをしていたが、活動中の事故で死亡。

##### 第11話
春香
演 - 夏菜（幼少期：菅原瑞花）（最終話）
義波の姉。故人。

### スタッフ
- 脚本 - 継田淳、小峯裕之
- 監督 - 小林勇貴、小路紘史、西村喜廣
- 音楽 - 中川孝
- VFX - 鹿角剛
- エンドタイトルイラスト - 廣木淳
- 特殊造形 - 奥山友太、下畑和秀
- 制作担当 - 大石淳也
- スタント - カラサワイサオ
- プロデューサー - 濱谷晃一、小松幸敏、西村喜廣
- チーフプロデューサー - 浅野太
- 制作 - テレビ東京、西村映造
- 制作協力 - 日活
- 製作著作 - 「GIVER 復讐の贈与者」製作委員会

### 放送日程
| 各話   | 放送日  | サブタイトル                 | サブタイトル | ラテ欄                                                                       | 脚本     | 監督     |
| 各話   | 放送日  | 本編                         | テレビ東京公式サイト | ラテ欄                                                                       | 脚本     | 監督     |
| ------ | ------- | ---------------------------- | --- | ---------------------------------------------------------------------------- | -------- | -------- |
| 第1話  | 7月14日 | バベル                       | 人質は客全員? 展望室で狂気の銃撃戦発生! 事件に潜む復讐代行者・義波の思惑…全てを操るテイカーとは!                               | 展望台で爆破テロ! 人質50人が絶体絶命… あなたの代わりに殺す衝撃の復讐が始まる | 継田淳   | 小林勇貴 |
| 第2話  | 7月21日 | ピース・メーカー             | 殺人犯が依頼主…! 被害者遺族たちが隠す5年前の秘密… 奇妙な復讐の真相!                                                            | 殺人犯が依頼主…! 被害者遺族たちが隠す5年前の秘密… 奇妙な復讐の真相!          | 継田淳   | 小林勇貴 |
| 第3話  | 7月28日 | コールド・ケース             | 殺人ドライブの罠! トランクには死体が… 秘密を抱えた男女4人 逃避行に衝撃結末!                                                    | 殺人ドライブの罠! トランクには死体が… 秘密を抱えた男女4人 逃避行に衝撃結末!  | 小峯裕之 | 西村喜廣 |
| 第4話  | 8月04日 | グラスタンク                 | 同級生が殺された! 女子高生が2年越しの復讐に挑む… 美しい絆に潜む残酷な“嘘”                                                      | 同級生が殺された! 女子高生が2年越しの復讐に挑む… 美しい絆に潜む残酷な“嘘”    | 小峯裕之 | 西村喜廣 |
| 第5話  | 8月11日 | ナイト・ジャーニー           | 詐欺団にリベンジ! 卑劣な犯行の全貌映す映画館のスクリーン… 歪んだ正義に鉄槌!                                                    | 詐欺団にリベンジ! 卑劣な犯行の全貌映す映画館のスクリーン… 歪んだ正義に鉄槌!  | 小峯裕之 | 小路紘史 |
| 第6話  | 8月18日 | 象の鎖                       | 超高級マンションに渦巻く金と権力…地獄の始まりはマウンティング! 秘密の一夜から予期せぬ復讐劇へ…最後に不幸の沼に沈むのは!?       | セレブ妻が堕ちた…リベンジポルノの罠! 悪質ホストの恐喝には死の麻酔注射で報復  | 継田淳   | 小林勇貴 |
| 第7話  | 8月25日 | スプリング・ブレイク         | 嘘と嘘“スプリング・ブレイク”秘密の暗号… 拾われたカフェで働く翔子が信じた恩人のもうひとつの顔とは!                              | 売られた少女たち! 人気カフェには裏の顔 仕組まれた再開の罠…復讐業者VS闇組織!  | 小峯裕之 | 西村喜廣 |
| 第8話  | 9月01日 | バビロン                     | 犯人捕獲も止まない爆破…共犯者は誰? 『私は君を壊して君を手に入れる』 炎のタワーで義波をめぐる人格破壊バトル勃発                 | 爆破テロの衝撃真相…襲い掛かる共犯者! 生存率50%殺人ゲーム 3年前に死んだ姉!?   | 継田淳   | 小林勇貴 |
| 第9話  | 9月08日 | キャッチャー・イン・ザ・ライ | 息子が誘拐され、混乱する父親に衝撃の要求が… 『17年前にあなたが殺した少女の遺体を掘り起こして下さい』戦慄の復讐が始まる…。      | 誘拐犯が謎の要求…殺された娘を返して! 父親が犯した17年前の罪…衝撃の真犯人     | 小峯裕之 | 小路紘史 |
| 第10話 | 9月15日 | リベンジャー                 | 炎上地下アイドルが感電死! 復讐相手は彼女をネット批判した全員!? 義波に志尾の魔の手が密かに忍び寄る…                             | アイドルが感電死! ネットで叩いた1万人を皆殺しに… ファンのリベンジに衝撃の罠  | 継田淳   | 小林勇貴 |
| 第11話 | 9月22日 | ギバー                       | 仲間の裏切り…姉への執着…志尾に捕らわれたテイカー… 義波の過去…両親の死に隠された謎とは!                                         | 8歳で両親殺された過去… 衝撃の真犯人                                          | 継田淳   | 小林勇貴 |
| 最終話 | 9月29日 | テイカー                     | 両親を殺したのは「自分」――衝撃の事実を前に錯乱する義波 囚われたテイカーを救えるのか? 新感覚リベンジミステリー最後の復讐劇とは! | 究極の2択ゲーム! 最愛の人どちらか殺せ… 闇組織と最終決戦! 復讐劇の衝撃ラスト  | 継田淳   | 小林勇貴 |

### ネット局と放送時間
| テレビ東京系 ドラマ24                           | テレビ東京系 ドラマ24                          | テレビ東京系 ドラマ24                      |
| 前番組                                          | 番組名                                         | 次番組                                     |
| ----------------------------------------------- | ---------------------------------------------- | ------------------------------------------ |
| 孤独のグルメ Season7 （2018年4月7日 - 6月30日） | GIVER 復讐の贈与者 （2018年7月14日 - 9月29日） | 忘却のサチコ （2018年10月13日 - 12月29日） |